# Janssen-Cilag
Janssen–Cilag AB är ett nordiskt läkemedelsföretag, bestående av vad som från början var två olika företag: Janssen och Cilag. Janssen bildades 1953 och Cilag 1936; de slogs ihop 1994.
Till Janssen–Cilags kända läkemedel hör ett flertal neuroleptika: Haldol, Invega och Risperdal, ADHD-läkemedlet Concerta, antiepileptikumet Topimax och det smärtstillande Durogesic, d.v.s. fentanyl.
Företaget har även tagit fram p-plåstret Evra och p-pillret Micronor samt svampmedlet Daktar. De läkemedel som Janssen–Cilag tillverkar används årligen av cirka 1,5 miljarder människor.
Janssen–Cilag är numera en del av Johnson & Johnson-koncernen.
I Sverige har man ett hundratal anställda och utöver dessa finns ungefär 100 anställda i övriga nordiska länder. Totalt har Janssen–Cilag cirka 6 000 anställda i Europa. Deras svenska kontor är beläget i Sollentuna och företaget omsätter årligen 602 miljoner kronor i Sverige (2011).